# Ptilocerembia roepkei
Ptilocerembia roepkei är en insektsart som beskrevs av Karl Friederichs 1923. Ptilocerembia roepkei ingår i släktet Ptilocerembia och familjen Notoligotomidae. Inga underarter finns listade.